# Libanesische Futsalnationalmannschaft
Die libanesische Futsalnationalmannschaft ist eine repräsentative Auswahl libanesischer Futsalspieler. Die Mannschaft vertritt den Fédération Libanaise de Football Association, den libanesischen Fußballverband, bei internationalen Begegnungen.

## Abschneiden bei Turnieren
Für Weltmeisterschaftsendrunden unter der Schirmherrschaft der FIFA qualifizierte sich die Nationalmannschaft bisher noch nicht.
An Asienmeisterschaften nahm das Team insgesamt acht Mal teil. 2004, 2007, 2008, 2010, 2012, 2014 und 2018 erreichte man das Viertelfinale.

### Futsal-Weltmeisterschaft
- 1989 bis 2000 – nicht teilgenommen
- 2004 bis 2024 – nicht qualifiziert

### Futsal-Asienmeisterschaft
- 1999 – nicht teilgenommen
- 2000 – nicht teilgenommen
- 2001 – nicht teilgenommen
- 2002 – nicht teilgenommen
- 2003 – Vorrunde
- 2004 – Viertelfinale
- 2005 – Vorrunde
- 2006 – Vorrunde
- 2007 – Viertelfinale
- 2008 – Viertelfinale
- 2010 – Viertelfinale
- 2012 – Viertelfinale
- 2014 – Viertelfinale
- 2016 – Vorrunde
- 2018 – Viertelfinale
- 2022 – Vorrunde
- 2024 – nicht qualifiziert

### Futsal-Asian Indoor Games
- 2007 – Viertelfinale
- 2013 – Viertelfinale
- 2017 – Gruppenphase